# Unterseeboot 84 (1941)
Pour les articles homonymes, voir Unterseeboot 84.
L'Unterseeboot 84 ou U-84 est un sous-marin allemand (U-Boot) de type VII.B construit pour la Kriegsmarine pendant la Seconde Guerre mondiale.

## Construction
L'U-84 est issu du programme 1937-1938 pour une nouvelle classe de sous-marins océaniques. Il est de type VII B lancé entre 1936 et 1940. Construit dans les chantiers de Flender Werke AG à Lübeck, la quille du U-84 est posée le 9 novembre 1939 et il est lancé le 26 février 1941. L'U-84 entre en service deux mois plus tard.

## Historique
L'U-84 entre en service le 29 avril 1941, comme sous-marin bateau-école de formation des équipages au sein de la 1. Unterseebootsflottille à Kiel.

Le 1er septembre 1941, l'U-84 devient opérationnel toujours dans la 1. Unterseebootsflottille, à Kiel, et plus tard à la base sous-marine de Brest.
Il remplit sa première patrouille de guerre, quittant le port de Bergen, le 9 août 1941, sous les ordres de l'Oberleutnant zur See Horst Uphoff. Après quarante jours en mer, il rejoint Brest le 9 septembre 1941.
L'Unterseeboot 84 a réalisé huit patrouilles, coulé six navires marchands pour un total de 29 905 tonneaux et a endommagé un navire marchand de 7 176 tonneaux, en 461 jours en mer.
Pour sa huitième patrouille, l'U-84 s'éloigne du port de Brest le 10 juin 1943 sous les ordres du Kapitänleutnant Horst Uphoff. Après cinquante-neuf jours de croisière, l'U-84 est coulé le 7 août 1943  dans l'Atlantique Nord au large des États-Unis, à la position géographique de 27° 55′ N, 68° 03′ O, par une torpille Mk 24 lancée d'un bombardier américain Consolidated B-24 Liberator (VB-105/B-4 USN). 
Les quarante-six membres d'équipage meurent dans cette attaque.

## Affectations
- 1. Unterseebootsflottille à Kiel du 29 avril au 31 août 1941 (entraînement)
- 1. Unterseebootsflottille à Brest du 1er septembre 1941 au 7 août 1943 (service actif)

## Commandements
- Kapitänleutnant Horst Uphoff du 29 avril 1941 au 7 août 1943

## Patrouilles
|       | Commandant          | Départ            | Départ  | Arrivée           | Arrivée | Jours     | Succès   |
| ----- | ------------------- | ----------------- | ------- | ----------------- | ------- | --------- | -------- |
|       | Oblt. Horst Uphoff  | 7 juillet 1941    | Kiel    | 15 juillet 1941   | Bergen  | 9 jours   |          |
| 1     | Oblt. Horst Uphoff  | 9 août 1941       | Bergen  | 22 septembre 1941 | Brest   | 45 jours  |          |
| 2     | Oblt. Horst Uphoff  | 16 octobre 1941   | Lorient | 18 novembre 1941  | Brest   | 34 jours  |          |
| 3     | Oblt. Horst Uphoff  | 21 décembre 1941  | Brest   | 7 février 1942    | Brest   | 49 jours  |          |
| 4     | Oblt. Horst Uphoff  | 16 mars 1942      | Brest   | 16 mai 1942       | Brest   | 62 jours  | 8 240    |
| 5     | Oblt. Horst Uphoff  | 10 juin 1942      | Brest   | 13 août 1942      | Brest   | 65 jours  | 21 382   |
| 6     | Kptlt. Horst Uphoff | 29 septembre 1942 | Brest   | 7 décembre 1942   | Brest   | 70 jours  | 7 459    |
| 7     | Kptlt. Horst Uphoff | 17 février 1943   | Brest   | 4 mai 1943        | Brest   | 77 jours  |          |
| 8     | Kptlt. Horst Uphoff | 10 juin 1943      | Brest   | 7 août 1943       | Coulé   | 59 jours  |          |
| Total | Total               | Total             | Total   | Total             | Total   | 461 jours | 37 081 t |

Note : Kptlt. = Kapitänleutnant - Oblt. = Oberleutnant zur See

### Opérations Wolfpack
L'U-84 a opéré avec les Wolfpacks (meutes de loup) durant sa carrière opérationnelle:
- Grönland (16 août 1941 - 27 Aaoûtg 1941)
- Markgraf (27 août 1941 - 13 septembre 1941)
- Schlagetot (20 octobre 1941 - 1er novembre 1941)
- Raubritter (1er novembre 1941 - 4 novembre 1941)
- Seydlitz (27 décembre 1941 - 13 janvier 1942)
- Ziethen (13 janvier 1942 - 22 janvier 1942)
- Endrass (12 juin 1942 - 17 juin 1942)
- Panther (6 octobre 1942 - 20 octobre 1942)
- Veilchen (20 octobre 1942 - 5 novembre 1942)
- Kreuzotter (9 novembre 1942 - 19 novembre 1942)
- Sturmbock (21 février 1943 - 26 février 1943)
- Wildfang (26 février 1943 - 5 mars 1943)
- Raubgraf (7 mars 1943 - 20 mars 1943)
- Seewolf (24 mars 1943 - 30 mars 1943)
- Adler (7 avril 1943 - 13 avril 1943)
- Meise (13 avril 1943 - 20 avril 1943)
- Specht (21 avril 1943 - 25 avril 1943)

## Navires coulés
L'Unterseeboot 84 a coulé 6 navires marchands pour un total de 29 905 tonneaux et a endommagé 1 navire marchand de 7 176 tonneaux au cours des 8 patrouilles (461 jours en mer) qu'il effectua.
| Date            | Nom                      | Nationalité     | Tonnage (GRT) | Fait      |
| --------------- | ------------------------ | --------------- | ------------- | --------- |
| 8 avril 1942    | Nemanja                  | Yougoslavie     | 5 226         | Coulé     |
| 21 avril 1942   | Chenango                 | Panama          | 3 014         | Coulé     |
| 23 juin 1942    | Torvanger                | Norvège         | 6 568         | Coulé     |
| 13 juillet 1942 | Andrew Jackson           | USA             | 5 990         | Coulé     |
| 19 juillet 1942 | Baja California          | Honduras        | 1 648         | Coulé     |
| 21 juillet 1942 | SS William Cullen Bryant | USA             | 7 176         | Endommagé |
| 2 novembre 1942 | Empire Sunrise           | Grande-Bretagne | 7 459         | Coulé     |